# Pierre Antoine Ernest Bazin

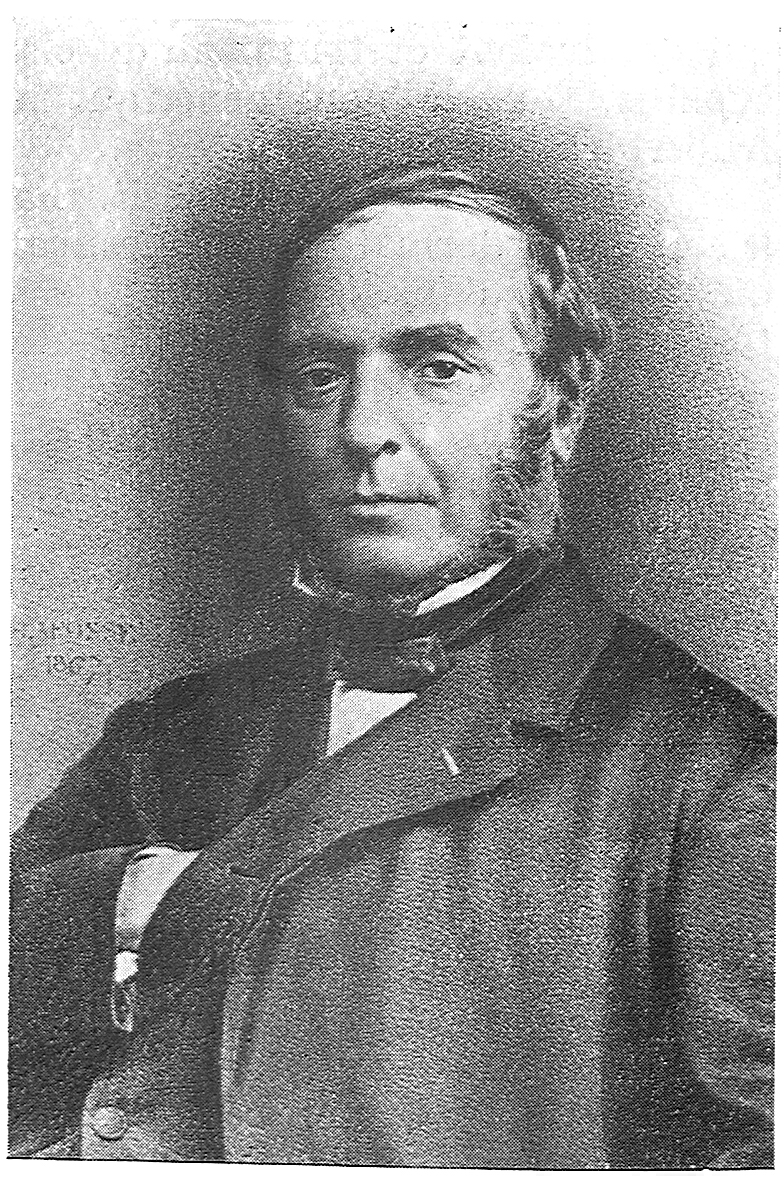
Pierre Antoine Ernest Bazin 1807–1878

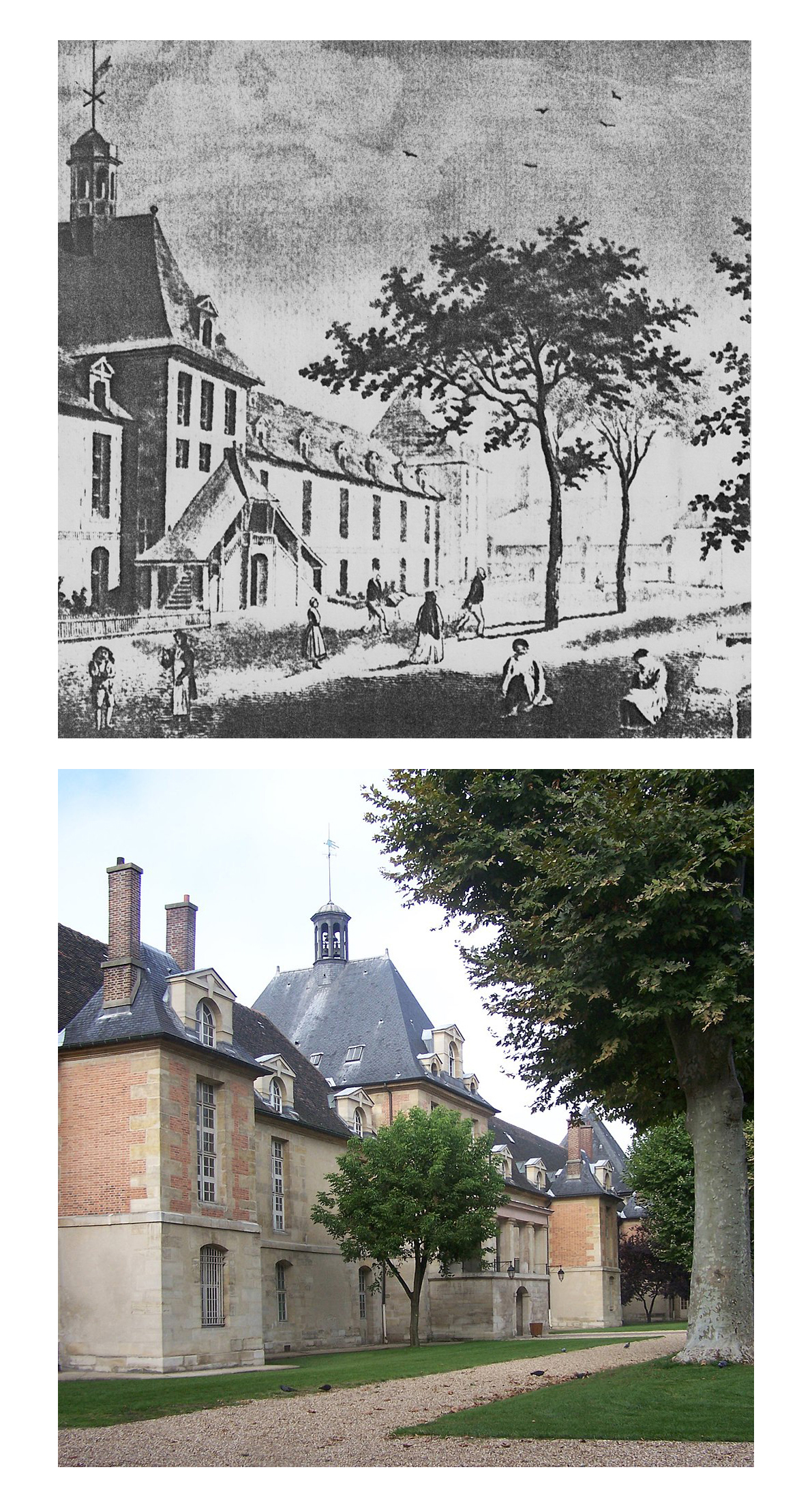
Hôpital Saint-Louis. 1830/2006

Pierre Antoine Ernest Bazin (* 20. Februar 1807 in Saint-Brice-sous-Forêt; † 14. Dezember 1878 in Paris) war ein französischer Dermatologe.

## Leben
Nach einer Schulausbildung am Collége de Montmorency arbeitete Bazin zunächst in der staatlichen Verwaltung für Brücken und Straßen, studierte dann Medizin in Paris und verteidigte am 21. August 1834 seine Doktorarbeit. Er arbeitete zunächst in verschiedenen Spitälern (Hôpital Lourcine, Hôpital Saint-Antoine) und leitete schließlich von 1847 bis 1872 die Pariser Hautklinik Hôpital Saint-Louis. Ab 1845 förderte er die Lehre von den konstitutionellen Dermatosen.

## Schriften (Auswahl)
- Recherches sur la nature et le traitement des teignes. Paris 1853 (Digitalisat)
- Rapport sur le traitement des teignes à l’hôpital Saint-Louis, pendant les années 1852, 53 et 54. Paris 1854 (Digitalisat)
- Zusammen mit Alfred Pouquet. Leçons théoriques et cliniques sur les affections cutanées parasitaires professées : 5 planches gravées sur acier.  Chamerot & A. Delahaye, Paris 1858 (Digitalisat); 2. Auflage, Paris 1862 (Digitalisat)
  - Albert Kleinhans (Übersetzer). Die parasitären Hautaffectionen : Mit 5 Kupfertafeln ; nach Ernest Bazins Leçons théoretiques et cliniques sur les affections parasitaires. Enke, Erlangen 1864 (Digitalisat)
- Examen critique de la divergence des opinions actuelles en pathologie cutanée. Paris 1866 (Digitalisat)
- Leçons théoriques et cliniques sur la syphilis et les syphilides. 2. Auflage Paris 1866 (Digitalisat)
- Traité des affections de la peau : d’après les doctrines de M. Bazin. F. Savy, Paris 1869 (Digitalisat)